# قائمة البعثات الدبلوماسية في الفلبين

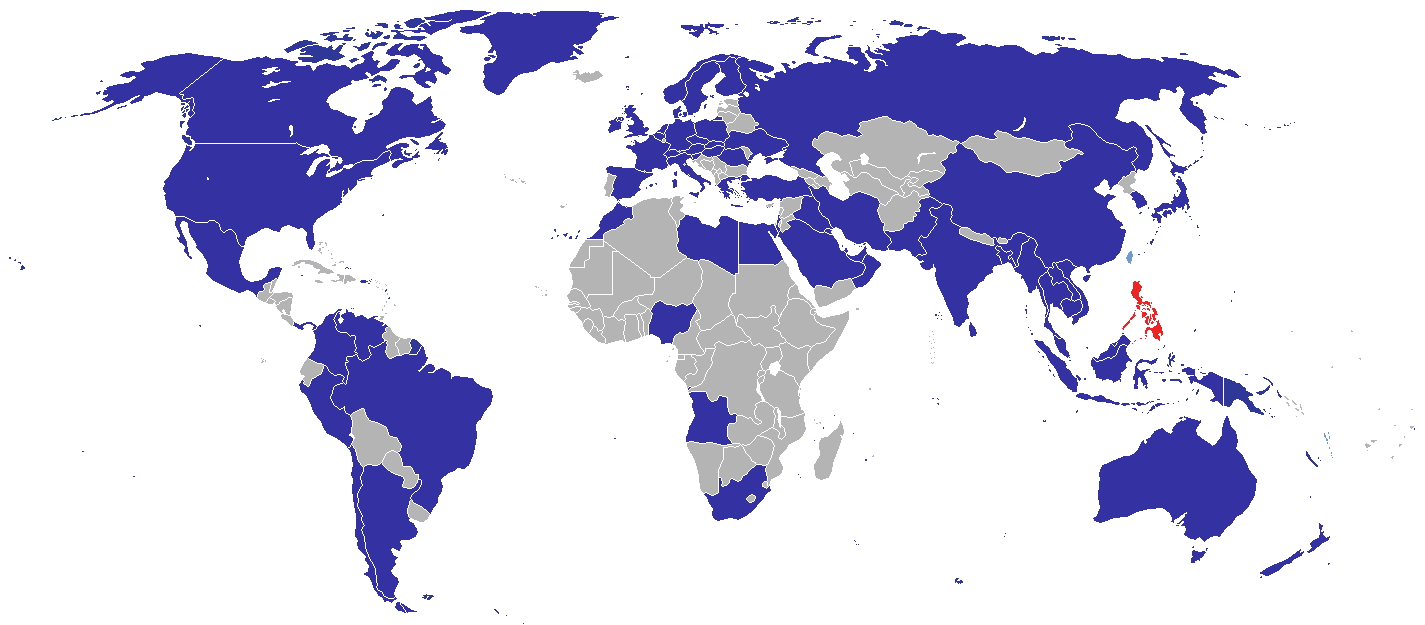
خريطة الدول ذات البعثات الدبلوماسية في الفلبين

هذه قائمة بالبعثات الدبلوماسية في الفلبين. حاليا توجد 66 سفارة و 3 بعثات في مترو مانيلا. العديد من الدول الأخرى لديها بعثات دبلوماسية معتمدة من عواصم أخرى. بالإضافة إلى ذلك، يتم تمثيل العديد من البلدان الأخرى من خلال القنصليات الفخرية.

## السفارات في مانيلا
في حين يشار إلى جميع هذه المهام بالسفارات في مانيلا، فإن معظمها يتم استضافتها فعليًا في ماكاتي بدلاً من مانيلا التي تستضيف أربع مهام دبلوماسية فقط.
| مانيلا | مانيلا          | مانيلا | مانيلا |
| --- | --------------- | ------ | ------ |
| - الفاتيكان - مالطا - الولايات المتحدة (سفارة الولايات المتحدة في الفلبين) - فيتنام |                 |        |        |
| ماكاتي |                 |        |        |
| - أنغولا - الأرجنتين - أستراليا - بنغلاديش - بلجيكا - البرازيل - بروناي - كمبوديا - كندا - تشيلي - الصين - جمهورية التشيك - مصر - فرنسا - ألمانيا - اليونان - الهند - إندونيسيا - إيران - العراق - لاوس - ليبيا - ماليزيا - المكسيك - ميانمار - هولندا - نيوزيلندا - نيجيريا - باكستان - فلسطين - بالاو - بنما - بابوا غينيا الجديدة - قطر - رومانيا - روسيا - السعودية - جنوب إفريقيا - إسبانيا - سريلانكا - سويسرا - تايلاند - تركيا - فنزويلا |                 |        |        |
| تاغويغ |                 |        |        |
| - النمسا - كولومبيا - الدنمارك - المجر - إسرائيل (سفارة إسرائيل في الفلبين) - إيطاليا - الكويت - المغرب - النرويج - عُمان - بولندا (سفارة بولندا في الفلبين) - سنغافورة (سفارة سنغافورة في الفلبين) - كوريا الجنوبية - السويد - الإمارات العربية المتحدة - المملكة المتحدة |                 |        |        |
| باساي | باسيج           |        |        |
| - اليابان | - تيمور الشرقية |        |        |

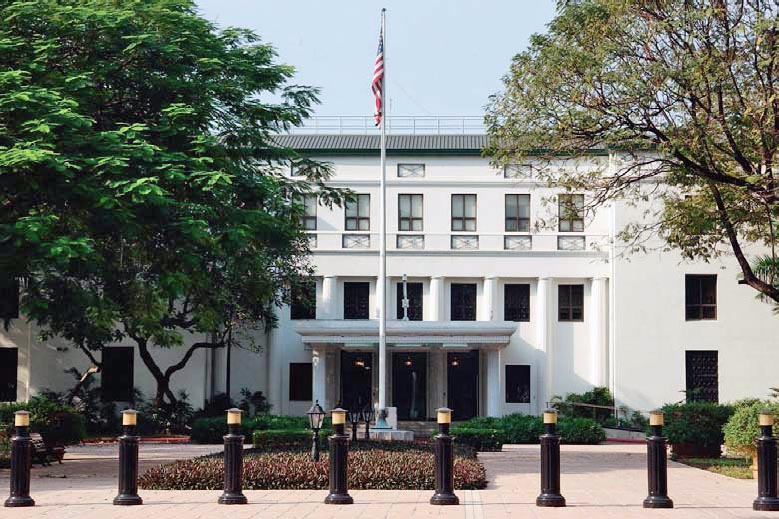
سفارة الولايات المتحدة، مانيلا

### السفارات السابقة
- كوبا [3] (مغلقة منذ 2013)
- فنلندا [4] (مغلقة منذ 2012)
- جزر مارشال
- البرتغال [5] (مغلقة منذ 2011)
- جنوب فيتنام (دولة سابقة) [6]

### بعثات أخرى
| ماكاتي، مترو مانيلا    | ماكاتي، مترو مانيلا       |
| الجهة                  | نوع البعثة                |
| ---------------------- | ------------------------- |
| جمهورية الصين (تايوان) | المكتب الاقتصادي والثقافي |
| الاتحاد الأوروبي       | وفد                       |
| فنلندا                 | مكتب قنصلي                |

## قنصليات عامة
| مدينة سيبو                                                                           | مدينة دافاو                                             | اواج، ايلوكوس نورتي     |
| ------------------------------------------------------------------------------------ | ------------------------------------------------------- | ----------------------- |
| - جمهورية الصين الشعبية - اليابان - كوريا الجنوبية - الولايات المتحدة (وكالة قنصلية) | - جمهورية الصين الشعبية - إندونيسيا - اليابان - ماليزيا | - جمهورية الصين الشعبية |

## سفارات غير مقيمة
مدرجة حسب مدينة الإقامة.
| آسيا | آسيا | آسيا |  |
| بانكوك، تايلاند | بكين، الصين | جاكرتا، اندونيسيا                                                                                              |  |
| --- | --- | --- |  |
| - كوريا الشمالية - بيرو | - ألبانيا - البحرين - بوركينا فاسو - جمهورية الكونغو - قبرص - إرتريا - غيانا - مالطا - سيشل - ترينيداد وتوباغو | - أذربيجان - بيلاروس - كرواتيا - الإكوادور - جورجيا - كازاخستان - البرتغال - صربيا - سورينام - سلوفاكيا - تونس |  |
| نيودلهي، الهند | - ألبانيا - البحرين - بوركينا فاسو - جمهورية الكونغو - قبرص - إرتريا - غيانا - مالطا - سيشل - ترينيداد وتوباغو | - أذربيجان - بيلاروس - كرواتيا - الإكوادور - جورجيا - كازاخستان - البرتغال - صربيا - سورينام - سلوفاكيا - تونس |  |
| - جمهورية الدومينيكان | - ألبانيا - البحرين - بوركينا فاسو - جمهورية الكونغو - قبرص - إرتريا - غيانا - مالطا - سيشل - ترينيداد وتوباغو | - أذربيجان - بيلاروس - كرواتيا - الإكوادور - جورجيا - كازاخستان - البرتغال - صربيا - سورينام - سلوفاكيا - تونس |  |
| هانوي، فيتنام | سيول، كوريا الجنوبية                                                                                           | سنغافورة |  |
| - أرمينيا - بلغاريا | - إثيوبيا - الغابون - باراغواي - الأوروغواي                                                                    | - أنغولا - أيرلندا - منغوليا                                                                                   |  |
| كوالالمبور، ماليزيا | | |  |
| - الجزائر - كوبا - إسواتيني - فنلندا - غامبيا - غانا - كينيا - موريشيوس - ناميبيا - نيبال - السودان - سوريا - تنزانيا - أوكرانيا - اليمن - زيمبابوي | | |  |
| طوكيو، اليابان | | |  |
| - أفغانستان - بنين - بوليفيا - بوتسوانا - جيبوتي - السلفادور - إستونيا - فيجي - غواتيمالا - غينيا - هايتي - آيسلندا - ساحل العاج - جامايكا - الأردن - لبنان - ليسوتو - ليبيريا - ليتوانيا - لوكسمبورغ - مالاوي - مالي - جزر مارشال - موريتانيا - نيكاراغوا - رواندا - ساموا - السنغال - تركمانستان - أوغندا - زامبيا | | |  |